# Nemapogon mesoplaca
Nemapogon mesoplaca är en fjärilsart som beskrevs av Edward Meyrick 1919. Nemapogon mesoplaca ingår i släktet Nemapogon och familjen äkta malar. Inga underarter finns listade i Catalogue of Life.